# Otros Faros
Otros Faros es un álbum de Superchería lanzado en diciembre de 2018 en tiendas digitales. El disco es un compilado de remixes y lados B. Incluye tres canciones que quedaron afuera de Faros, dos versiones en vivo y remixes de Odín Schwartz, SomosAnimales, y Finger Blas & Ariel Issaharoff. El corte de difusión fue «Todo lo que decís».
La masterización estuvo a cargo de Damián Poliak y el arte de tapa fue creado por Jerry Ferela. 

## Lista de canciones
Todas las canciones fueron escritas por Superchería.

| N.º   | Título                                                              | Duración |  |
| 1.    | «Todo lo que decís»                                                 | 4:26     |  |
| 2.    | «En vuelo - Somosanimales Remix»                                    | 3:22     |  |
| 3.    | «Todo el tiempo te vas»                                             | 5:14     |  |
| 4.    | «Lo que se fue / Disco - Odín Schwartz Remix»                       | 5:04     |  |
| 5.    | «Las cosas que creemos»                                             | 2:07     |  |
| 6.    | «Dos cuerpos (En vivo)»                                             | 4:00     |  |
| 7.    | «Cuando muero en tu canción - Finger Blas & Ariel Issaharoff Remix» | 7:03     |  |
| 8.    | «Memoria (En vivo)»                                                 | 4:22     |  |
| 35:00 |                                                                     |          |  |

## Créditos
Superchería
- Pira Bastourre - Voz, guitarras, teclados, percusión.
- Joaquín Álvarez - Voz, guitarras, piano, teclados, percusión.
- Tino Tuffano - Bajo, voz.
- Jerry Ferela - Batería, trompeta, percusión, voz. Arte de tapa.

- Gastón Sassone - Teclados en 3 y 6. Guitarra acústica en 8
- Daniel Bugallo - Percusión en 4 y 6
- Damián Poliak - Grabación en 5. Mezcla y edición en 1, 3 y 5. Mastering. Piano en 4
- Tatu Estela - Grabación en 1, 2, 4 y 7. Coros en 2, 4 y 7
- Nahuel Giganti - Grabación y mezcla en 6 y 8.
- Federico Borges - Grabación y edición en 3
- Sebastián Klappenbach - Mezcla y edición en 2
- Odín Schwartz - Mezcla y edición en 4
- Finger Blas - Mezcla y edición en 7
- Ariel Isaharoff - Mezcla y edición en 7
- Mati Fernández – Diseño